# Сравнение характеристик штрихкодов
Следующая таблица предназначена для сравнения основной и технической информации некоторых двумерных штрихкодов. Для детальной информации по каждому типу штрихкода — смотрите соответствующую статью.

## Сводная таблица двумерных штрихкодов
| Характеристики технологии                                                                                              | Aztec code | MaxiCode                                                                                           | ShotCode                                                                                   | Ez code                                                      | Micro QR code | QR-код                                                                               | Data Matrix                                                                                           | Microsoft Tag (HCCB)                                                                                             | MicroPDF417 | PDF417 | Codablock-F                                          | BeeTagg                                                                        |
| --- | --- | -------------------------------------------------------------------------------------------------- | ------------------------------------------------------------------------------------------ | ------------------------------------------------------------ | --- | ------------------------------------------------------------------------------------ | --- | --- | --- | --- | ---------------------------------------------------- | ------------------------------------------------------------------------------ |
| Внешний вид | Пример Aztec code | Пример Maxicode                                                                                    | Пример ShotCode (ссылка)                                                                   | Пример Ez code (ссылка)                                      | Пример MicroQR code | Пример QR code (ссылка)                                                              | Пример DataMatrix (текст)                                                                             | Пример Microsoft Tag                                                                                             | Пример MicroPDF417 | Пример PDF417 | Пример Codablock-F                                   |                                                                                |
| Считывание кода автономно                                                                                              | Да | Да                                                                                                 | Нет, требуется обращение к интернет-серверу                                                | Нет, требуется обращение к интернет-серверу                  | Да | Да                                                                                   | Да | Нет, требуется обращение к интернет-серверу                                                                      | Да | Да | Да                                                   | Нет, требуется обращение к интернет-серверу                                    |
| Печать на черно-белом принтере                                                                                         | Да | Да                                                                                                 | Да                                                                                         | Да                                                           | Да | Да                                                                                   | Да | Нужен цветной принтер                                                                                            | Да | Да | Да                                                   | Да                                                                             |
| Оптимизация для существующих технологий печати (квадратные/круглые пиксели, расположенные в узлах прямоугольной сетки) | Изображение строится из стандартных квадратных пикселов                                                                    | Изображение строится из штрихов, центральная мишень круглая, печать с малым разрешением затруднена | Изображение строится из концентрических окружностей, печать с малым разрешением затруднена | Изображение строится из стандартных квадратных пикселов      | Изображение строится из стандартных квадратных пикселов | Изображение строится из стандартных квадратных пикселов                              | Изображение строится из стандартных квадратных пикселов                                               | Печать с низким разрешением, в принципе, возможна (информацию несут только центры треугольников и опорные линии) | Печать с низким разрешением, в принципе, возможна (прямоугольные элементы состоят из стандартных квадратных пикселей) | Печать с низким разрешением, в принципе, возможна (прямоугольные элементы состоят из стандартных квадратных пикселей) |                                                      | Изображение строится из шестиугольников, печать с малым разрешением затруднена |
| Нанесение на различные материалы (металлы и т. д.)                                                                     | Да, достаточно контрастного двухцветного изображения                                                                       | Да, достаточно контрастного двухцветного изображения                                               | Да, достаточно контрастного двухцветного изображения                                       | Да, достаточно контрастного двухцветного изображения         | Да, достаточно контрастного двухцветного изображения | Да, достаточно контрастного двухцветного изображения                                 | Да, достаточно контрастного двухцветного изображения                                                  | Необходимо использовать цвета, что резко сужает круг применений                                                  | Да, достаточно контрастного двухцветного изображения                                                                  | Да, достаточно контрастного двухцветного изображения                                                                  | Да, достаточно контрастного двухцветного изображения |                                                                                |
| Максимальный объем данных (при макс. уровне коррекции ошибок)                                                          | В зависимости от размера — от 6 байт (15x15) до 1914 байт (151x151) при стандартном уровне коррекции ошибок 23%            | около 90 байт                                                                                      |                                                                                            | 76 бит; на сервере может храниться строка произвольной длины | Версия М1 (11x11 пикселей) — 5 десятичных цифр, коррекция ошибок не предусмотрена. Версия М4 (17x17 пикселей) — от 9 байт при 25% коррекции ошибок до 15 байт при 7% | Около 2—3 Кбайт, на сервере могут храниться данные объёмом до 15 Кбайт               | В зависимости от размера от 6 десятичных цифр (10x10) до 3116 десятичных цифр или 1556 байт (144x144) | 13 байт; на сервере может храниться строка произвольной длины                                                    | | |                                                      |                                                                                |
| Минимальный размер | 15×15 (пиксели) | 2,54×2,54 (см)                                                                                     |                                                                                            | 11×11 (мм)                                                   | 11×11 (пиксели) | 21×21 (пиксели)                                                                      | 10×10 (пиксели)                                                                                       | 5×10 (цветные треугольники)                                                                                      | | |                                                      |                                                                                |
| Максимальный размер | 151×151 (пиксели) | |                                                                                            |                                                              | 17×17 (пиксели) | 177×177 (пиксели)                                                                    | 144×144 (пиксели)                                                                                     | | | |                                                      |                                                                                |
| Коды коррекции ошибок                                                                                                  | Исправляется до 95 % повреждений (уровень от 5 % до 95 %, стандартно 23 %)                                                 | Есть                                                                                               |                                                                                            |                                                              | Исправляется до 25 % повреждений (фиксированные уровни в 7, 15 и 25 процентов)                                                                                       | Исправляется до 30 % повреждений (фиксированные уровни в 7, 15, 25 и 30 процентов)   | Исправляется до 30 % повреждений                                                                      | Есть | | |                                                      |                                                                                |
| Устойчивость пространственного распознавания кода                                                                      | Поворот на произвольный угол, зеркальное отражение                                                                         | |                                                                                            | Поворот на произвольный угол                                 | | Поворот на произвольный угол, зеркальное отражение, выворотка                        | Поворот на произвольный угол                                                                          | Неизвестно | | |                                                      |                                                                                |
| Открытость формата | Формат открыт, хотя и защищен патентами, но передан в общественное достояние; Международный стандарт ГОСТ Р ИСО/МЭК 24778  | Формат открыт, но защищен патентами                                                                |                                                                                            |                                                              | Формат свободен, но не до конца; Международный стандарт ГОСТ Р ИСО/МЭК 18004                                                                                         | Формат свободен, но не до конца; Международный стандарт ГОСТ Р ИСО/МЭК 18004         | Формат свободен, но не до конца; Международный стандарт ГОСТ Р ИСО/МЭК 16022                          | Формат закрыт | Международный стандарт ISO/IEC 24728                                                                                  | Международный стандарт ГОСТ Р 51294.9 (ИСО/МЭК 15438)                                                                 |                                                      |                                                                                |
| Поддержка индустрией                                                                                                   | Используется в онлайновых билетах многих авиа- и ж/д компаний, а также в регистрационных документах на автомобили в Польше | Внутреннее употребление компанией UPS                                                              | Небольшая, в рекламе                                                                       | Небольшая, в рекламе                                         | | Широкая, в том числе и в промышленности, однако имеет большую популярность в рекламе | Широкая, в том числе и в промышленности (например, в GS1, ЕГАИС, Честный знак и пр.)                  | Технология на этапе тестирования                                                                                 | | Используется для идентификации различных документов в различных странах (например, полиса ОМС)                        |                                                      |                                                                                |
| Создание кодов | Бесплатно | Бесплатно                                                                                          | Бесплатно только ссылка на один сайт                                                       | Бесплатно, нужна регистрация в системе                       | Бесплатно | Бесплатно                                                                            | Бесплатно                                                                                             | На момент бета-тестирования бесплатно                                                                            | Бесплатно | Бесплатно | Бесплатно                                            |                                                                                |
| Цифровая подпись | | |                                                                                            |                                                              | | нет                                                                                  | нет                                                                                                   | RSA-1024 | | |                                                      |                                                                                |
| Хранимое число сущностей                                                                                               | | |                                                                                            |                                                              | | Одна                                                                                 | Одна                                                                                                  | Неограниченное количество                                                                                        | | |                                                      |                                                                                |
| Характеристики технологии                                                                                              | Aztec code | MaxiCode                                                                                           | ShotCode                                                                                   | Ez code                                                      | Micro QR code | QR-код                                                                               | Data Matrix                                                                                           | Microsoft Tag (HCCB)                                                                                             | MicroPDF417 | PDF417 | Codablock-F                                          | BeeTagg                                                                        |

## Сводная таблица линейных штрихкодов
| Характеристики технологии                                     | Code 39                                                           | Code 93                                                    | Code 128                                             | Codabar                                              | EAN                                                                                           | ITF                                                  | MSI                                                  | UPC                                                                                        | Фармакод                                                                                    |
| ------------------------------------------------------------- | ----------------------------------------------------------------- | ---------------------------------------------------------- | ---------------------------------------------------- | ---------------------------------------------------- | --------------------------------------------------------------------------------------------- | ---------------------------------------------------- | ---------------------------------------------------- | ------------------------------------------------------------------------------------------ | ------------------------------------------------------------------------------------------- |
| Внешний вид                                                   | Пример Code 39                                                    |                                                            | Пример Code 128                                      | Пример Codabar                                       | Пример (EAN-13)                                                                               | Пример ITF (ITF 2/5)                                 | Пример MSI                                           | Пример (UPC-A)                                                                             | Пример фармакода                                                                            |
| Считывание кода автономно                                     | Да                                                                | Да                                                         | Да                                                   | Да                                                   | Да                                                                                            | Да                                                   | Неизвестно                                           | Да                                                                                         | Да                                                                                          |
| Печать на черно-белом принтере                                | Да                                                                | Да                                                         | Да                                                   | Да                                                   | Да                                                                                            | Да                                                   | Да                                                   | Да                                                                                         | Да                                                                                          |
| Нанесение на различные материалы (металлы и т. д.)            | Да, достаточно контрастного двухцветного изображения              | Да, достаточно контрастного двухцветного изображения       | Да, достаточно контрастного двухцветного изображения | Да, достаточно контрастного двухцветного изображения | Да, достаточно контрастного двухцветного изображения                                          | Да, достаточно контрастного двухцветного изображения | Да, достаточно контрастного двухцветного изображения | Да, достаточно контрастного двухцветного изображения                                       | Да, достаточно контрастного двухцветного изображения                                        |
| Символы, поддающиеся кодировке                                | Цифры, заглавные латинские буквы, пробел, *, точка, -, $, %, /, + | Цифры, заглавные латинские буквы, пробел, -, ., $, /, +, % | Половина набора символов ASCII                       |                                                      | Цифры                                                                                         | Цифры                                                | Цифры                                                | Цифры                                                                                      | Цифры                                                                                       |
| Максимальный объем данных (при макс. уровне коррекции ошибок) | Неограничен                                                       | Неограничен                                                | Неограничен                                          | Неограничен                                          | Объем информации строго определенный. EAN-8 — 8 цифр, EAN-13 — 12 цифр(+1 контрольная сумма). | Неограничен                                          | Неограничен                                          | Объем информации строго определенный. UPC-E — 8 цифр, UPC-A — 12 цифр.                     | Можно закодировать число до 131070                                                          |
| Устойчивость пространственного распознавания кода             | Поворот на произвольный угол, зеркальное отражение                | Поворот на произвольный угол, зеркальное отражение         | Поворот на произвольный угол, зеркальное отражение   | Поворот на произвольный угол, зеркальное отражение   | Поворот на произвольный угол, зеркальное отражение                                            | Поворот на произвольный угол, зеркальное отражение   | Поворот на произвольный угол, зеркальное отражение   | Поворот на произвольный угол, зеркальное отражение                                         | Читается по-разному в зависимости от направления считывания                                 |
| Поддержка индустрией                                          | Активно используется в индустрии при маркировке товаров           | Небольшая                                                  | Активно используется                                 | Неизвестно                                           | Штрихкодами GS1 (EAN/UPC) обязательно маркируются все товары и книги для удобства торговли    | Широкая, в том числе и в промышленности              | Небольшая                                            | Штрихкодами GS1 (EAN/UPC) обязательно маркируются все товары и книги для удобства торговли | Активно используется в фармацевтической промышленности в качестве системы контроля упаковок |
| Создание кодов                                                | Бесплатно                                                         | Бесплатно                                                  | Бесплатно                                            | Бесплатно                                            | Бесплатно                                                                                     | Бесплатно                                            | Бесплатно                                            | Бесплатно                                                                                  | Бесплатно                                                                                   |
| Характеристики технологии                                     | Code 39                                                           | Code 93                                                    | Code 128                                             | Codabar                                              | EAN                                                                                           | ITF                                                  | MSI                                                  | UPC                                                                                        | Фармакод                                                                                    |

## Малораспространённые коды
- mCode продвигается сайтом nextcodecorp.com в маркетинговых целях, значительных достоинств не имеет. Распознается только родной программой ConnexTo.
- ShotCode и BeeTagg поддержки и распространения не получили, кроме проб в рекламных целях.
- Microsoft Tag — технология еще находится на этапе тестирования.
- DataGlyphs.
- Quick code — попытка quickmark.com.tw продвинуть свой код, не увенчавшаяся успехом.

## Более неподдерживаемые коды
- Trillcode[6]